# 37 Ceti
37 Ceti är en misstänkt variabel i stjärnbilden Valfisken.
37 Ceti varierar mellan visuell magnitud +4,99 och 5,17 utan någon fastställd periodicitet. Den befinner sig på ett avstånd av ungefär 75 ljusår.